# 94. Infanterie-Division
La 94. Infanterie-Division (94ª divisione di fanteria) fu una unità militare della Wehrmacht che venne impegnata in diversi fronti durante la seconda guerra mondiale.

## Storia

### Formazione e primo impiego in Francia
La 94. Infanterie-Division fu creata nel settembre del 1939 con la quinta leva del quarto distretto militare tedesco (Wehrkreis 4), formato dalla Sassonia e dalla Turingia. La divisione fu inviata nella Saarland nel dicembre 1939 in vista dell'imminente invasione della Francia. Con l'avvio del piano d'invasione, nel maggio del 1940, la divisione agì in supporto della 6. Armee (6ª armata). Nell'agosto 1940, in seguito alla morte del General der Infanterie Hellmuth Volkmann in un incidente stradale, il comando della 94. Division fu assunto dal Generalmajor Georg Pfeiffer.

### Fronte orientale ed annientamento a Stalingrado
Nel giugno del 1941, la 94. Division partecipò all'invasione dell'URSS, ma fino all'ottobre del 1942, rimase nell'Ucraina occupata. Nel giugno del 1942, Generalmajor Pfeiffer fu promosso a Generalleutnant. Durante l'offensiva tedesca, operazione Blu, la divisione fu aggregata, con la 6. Armee, al LI. Armeekorps (51º gruppo d'armate) per conquistare la città di  Stalingrado, ritenuto un obiettivo strategico dai tedeschi. Con l'Operazione Urano le truppe sovietiche accerchiarono la 6. Armee del generale Von Paulus a Stalingrado, anche la 94. Division rimase intrappolata.
Il generale Pfeiffer fu evacuato, con il suo staff, dalla sacca di Stalingrado l'11 dicembre.
I superstiti della 94. Infanterie-Division si arresero i primi giorni del gennaio 1943.

### Ricostituzione ed impiego in Italia
La 94. Division fu ricreata  nell'agosto del 1943  per poi essere inviata in Italia. Nell'autunno del 1944, i resti della 95. Infanterie-Division e della 278. Grenadier-Division furono uniti per ricostituire la 94. Infanterie-Division distrutta nella battaglia di Cassino. La divisione si arrese il 22 aprile 1945.

## Crimini di guerra
Unità della 94. Infanterie-Division furono implicate nel massacro di San Polo, il 14 luglio 1944, dove 65 civili e partigiani furono uccisi.

## Ordine di battaglia
1942
- Infanterie-Regiment 267 (poi Grenadier-Regiment 267)
  - 3 battaglioni
- Infanterie-Regiment 274 (poi Grenadier-Regiment 274)
  - 3 battaglioni
- Infanterie-Regiment 276 (poi Grenadier-Regiment 276)
  - 3 battaglioni
- Artillerie-Regiment 194 (194º reggimento d'artiglieria)
- Pionier-Bataillon 194 (194º battaglione del genio)
- Panzerabwehr-Abteilung 194 (194º reparto corazzato)
- Schnelle Abteilung 194 (194º reparto motorizzato)
- Infanterie-Divisions-Nachrichten-Abteilung 194 (194º reparto comunicazioni)
- Infanterie-Divisions-Nachschubführer 194 (194º sezione servizi)

1943
- Grenadier-Regiment 267 
  - 3 battaglioni
- Grenadier-Regiment 274 
  - 3 battaglioni
- Grenadier-Regiment 276 
  - 3 battaglioni
- Artillerie-Regiment 194 (194º reggimento d'artiglieria)
- Pionier-Bataillon 194 (194º battaglione del genio)
- Panzerabwehr-Abteilung 194 (194º reparto corazzato)
- Panzerjäger-Abteilung  194 (194º reparto controcarri)
- Aufklärungs-Abteilung 194 (194º reparto ricognizione)
- Infanterie-Divisions-Nachrichten-Abteilung 194 (194º reparto comunicazioni)
- Feldersatz-Bataillon 194 (194º battaglione rincalzi)
- Infanterie-Divisions-Nachschubführer 194 (194º sezione servizi)
- Versorgungseinheiten 194 (194º unità di rifornimento)

## Comandanti
- General der Infanterie Hellmuth Volkmann (25 settembre 1939 – 21 agosto 1940)
- Generalleutnant Georg Pfeiffer (21 agosto 1940 – 2 gennaio 1944)
- Generalleutnant Bernhard Steinmetz  (2 gennaio 1944 – 22 aprile 1945)